# Supermercato virtuale
Il supermercato virtuale è uno spazio espositivo, situato molto spesso in luoghi pubblici, che consente agli utenti di consultare l'assortimento di un dettagliante e ordinare gli articoli di proprio interesse attraverso dispositivi mobili.
Il primo supermercato virtuale è stato inaugurato nel novembre 2010 in Korea e, in seguito al successo riscontrato, è stato riproposto in versioni più o meno simili in Europa e in Italia.

## Origini: Tesco Home plus in Korea
Il primo supermercato virtuale nasce nel novembre 2010 in Korea dove la catena discount Homeplus, nata dalla joint-venture tra Samsung e il dettagliante inglese Tesco, lancia il suo negozio virtuale all'interno della rete metropolitana della capitale Seul.
L'interazione con gli scaffali del supermercato - realizzati con dei pannelli retroilluminati e posizionati sulle pareti delle stazioni - si basa sulla lettura dei codici QR associati agli articoli raffigurati. Scansionando con uno smartphone il codice è possibile consultare la schede dei prodotti e costruire il proprio carrello virtuale. Al termine della spesa, il consumatore processa l'ordine selezionando il luogo e l'orario di consegna.
A seguito del successo conseguito, il supermercato virtuale di Tesco Home plus si aggiudica i premi marketing, pubblicità e comunicazione alla 58ª edizione del Festival internazionale della creatività Leoni di Cannes.

## I casi europei: Carrefour, Tesco e Sorli Discau
È Sorli Discau, catena di supermercati spagnola, a portare in Europa per la prima volta il supermercato virtuale. Nel luglio del 2012 viene, infatti, inaugurato il supermercato virtuale nella fermata della metropolitana di Sarrià a Barcellona.
Sempre nell'estate del 2012 è nuovamente Tesco a riproporre il supermercato virtuale. Dalla metropolitana si passa però all'aeroporto. Viene infatti installato un virtual supermarket nell'area partenze del terminal nord dell'aeroporto londinese di Gatwick. Scopo dell'iniziativa: dare la possibilità ai passeggeri di ordinare la propria spesa e vedersela recapitata a casa al ritorno delle loro vacanze. Il supermercato virtuale di Tesco è stato costruito con l'utilizzo di dieci pannelli retroilluminati.
Nei mesi di settembre e ottobre 2012 è invece il dettagliante francese Carrefour ad inaugurare due supermercati virtuali nelle stazioni metropolitane di Gare du Nord a Parigi e Part Dieu a Lione. Sulla scia di quanto sperimentato dalla catena belga, Delhaize, Carrefour ha deciso di installare un cubo di 9 metri dal quale gli utenti possono scannerizzare i codici di 301 prodotti.

## Il caso italiano: Klikkapromo
Il primo caso in Italia di supermercato virtuale è offerto dal motore di ricerca delle offerte promozionali, Klikkapromo.it, che ha realizzato uno scaffale virtuale all'interno della metropolitana di Milano.
A differenza degli altri casi, con lo scaffale virtuale di Klikkapromo i consumatori non ordinano la propria spesa ma ricercano le offerte promozionali dei supermercati presenti a Milano.